# Matrimonio mistico di santa Caterina d'Alessandria con i santi Caterina da Siena, Paolo e Girolamo
Il Matrimonio mistico di santa Caterina d'Alessandria con i santi Caterina da Siena, Paolo e Girolamo è un dipinto a olio su tela (308x194 cm) del Moretto, databile al 1543 circa e conservato nella chiesa di San Clemente di Brescia, al secondo altare sinistro.
Il dipinto fa parte di un gruppo di pale d'altare che segnano il passaggio, nell'arte del Moretto, da forme rinascimentali a post-rinascimentali, accrescendo tendenze già inaugurate in passato quali maggiore plasticità dei volumi, monumentalità delle figure e ispessimento dei contorni, trattando con più moderazione, allo stesso tempo, superfici e rilievi.

## Storia
Non sono noti documenti che fissino la data di esecuzione e la commissione del dipinto, verosimilmente da attribuire, comunque, ai benedettini che gestivano il monastero di San Clemente.
Grazie al fatto di essere un "Moretto", il dipinto sopravvive alla purga, operata da Rodolfo Vantini nella prima metà dell'Ottocento, dei dipinti non di mano del Maestro presenti nella chiesa e rimane nella sua posizione originale, dove si trova ancora oggi.

## Descrizione
Nel dipinto, diviso in due metà, sono raffigurati in basso san Paolo e san Girolamo in atteggiamento contemplativo, rivolti verso la metà superiore dove si svolge il matrimonio mistico fra santa Caterina d'Alessandria e il Bambino Gesù, tenuto in grembo dalla Madonna. A destra è invece inchinata santa Caterina da Siena.
Il gruppo è posto su un alto basamento marmoreo che fa da sfondo alle figure di san Paolo e san Girolamo. Dai piedi della Madonna scende inoltre un tappeto rosso bordato di ricami dorati, secondo un'iconografia molto diffusa nell'arte del Moretto.

## Stile
Il dipinto, come altri di questo genere, è molto apprezzato dalla letteratura artistica antica, principalmente sotto l'influenza del commento di Giulio Antonio Averoldi che, nel 1700, trova le figure morbide e colorite, senza trascurare di incoraggiare lo spettatore ad ammirare l'anatomia di san Girolamo, lo scorcio di san Paolo e la naturalezza del tappeto steso ai piedi della Madonna e pendente dal piano del trono. Altri, fra cui Paolo Brognoli nel 1826, si concentrano invece sulla soavità regnante nella figurazione. Un primo giudizio critico è fornito da Pietro Da Ponte nel 1898, quando afferma che "questo quadro può dirsi tizianesco per robustezza di colore e per larghezza di tocco". Sostanzialmente negativa è invece la posizione di Adolfo Venturi nel 1929 il quale, come osserva Camillo Boselli nel 1954, è forse irritato dai numerosi "iati formali". Scrive il Venturi: "queste figure [in riferimento a san Paolo e san Girolamo] sembran disposte a mulinello, e troppo accostate al basamento dell'altare per poter guardar in alto alla scena, al piano del trono, che si è esteso così da far posto a santa Caterina da Siena offerente il giglio alla Vergine, e a santa Caterina d'Alessandria in atto di ricevere l'anello dal Bambino. Il raccordo, che manca nel piano terreno, è invece nel gran triangolo formato, sul piano superiore dell'altare, dalle figure che distaccano unitamente dal fondo frangiato di nuvole; ma, come sempre, il Moretto trova ardua ogni costruzione compositiva; e lo spazio celeste è troppo breve, il basamento enorme. Rapidamente egli decade, senza lena di pensiero".
Un giudizio più positivo, a comprensione dell'originalità del dipinto, è fornito fa Fausto Lechi e Gaetano Panazza nella scheda sull'opera per il catalogo della mostra sulla pittura bresciana del 1939, in cui vengono intese l'unità che "deriva proprio dall'apparente divisione del quadro nei due scomparti, inferiore e superiore, la coerenza lineare che lega il gruppo delle sante con la Vergine, mentre in basso le due figure dei santi Paolo e Girolamo, nella loro mole possente, sembrano sostenere quella sorta di altare sul quale posano le figure femminili". "Bellissime" sono definite le figure di san Girolamo, "resa ancor più luminosa dall'ombra sua che si proietta sul marmo", e delle due sante, mentre "prezioso" è il particolare dei libri in disordine sui gradini alla base.
Le novità plastiche dell'opera sono rilevate anche da György Gombosi nel 1943, il quale esamina, in parallelo a questo dipinto, un gruppo di pale d'altare in cui la tecnica di costruzione delle figure si limita a moderati accenni di superficie e rilievo, marcando maggiormente i contorni senza arrecare danno alla ricchezza pittorica che, anzi, contribuisce alla chiarificazione dei volumi plastici, con l'ombra proiettata come fattore più notevole. Si tratta del Cristo eucaristico con i santi Cosma e Damiano nella chiesa dei Santi Cosma e Damiano di Marmentino, la Madonna col Bambino in gloria con i santi Girolamo, Francesco d'Assisi e Antonio Abate nella Pinacoteca di Brera di Milano e la Pala di Pralboino nella chiesa di Sant'Andrea a Pralboino.
Camillo Boselli, nel 1954, colloca la tela nel gruppo di pale che indicano un progressivo passaggio del Moretto da forme rinascimentali a forme post-rinascimentali, insistendo sul muoversi dei piani, sul ricorso a elementi naturalistici come i libri di san Girolamo e sulla messa in evidenza, in primo piano, di masse solide e ben definite. Rimane invece fermo, secondo il Boselli ma già a parere del Gombosi, il colore, "come l'affettuoso riassunto del pittore a tutto ciò che è stato prima di lasciarlo", poiché "da qui in avanti il pacato Moretto diventa il Moretto tragico".
Secondo Valerio Guazzoni, le imponenti figure dei due santi profilate contro il grigio della balaustra di marmo sono testimonianza della tendenza che porterà il Moretto verso una sempre più decisa monumentalità delle figure, tendenza già dichiarata in precedenti lavori quali il Martirio di san Pietro da Verona in Pinacoteca Ambrosiana.
Pier Virgilio Begni Redona, nel 1988, propone anche un'analisi delle valenze psicologiche dei due santi: "il san Paolo, col suo pesante libro delle Epistole ben stretto sottobraccio, è il campione deciso nell'accostarsi al mondo, cui ha un messaggio da riferire; il san Girolamo ha quell'inquietudine così evidente nelle molte sue opere che conserviamo, di chi è combattuto tra un impegno che sembrava mal conciliarsi con la lezione di vita derivata dal Vangelo. Qui è colto forse nel momento in cui, abbandonati gli amati libri, si converte ad una vita totalmente contemplativa".
Per quanto riguarda la data di esecuzione dell'opera, Mina Gregori propone, nel 1979, una collocazione a poco prima del 1543 sulla base di due disegni di Giovanni Battista Moroni, conservati nella Pinacoteca Tosio Martinengo, tratti da questo dipinto e recanti appunto la data 1543. Redona, nel 1988, segnala inoltre la grande stampa posta a frontespizio del De humani corporis fabrica di Andrea Vesalio, stampato a Basilea nel 1543, dove è presente una figura analoga al san Paolo in questa tela del Moretto per atteggiamento, manto bordato a dentelli e tipo di calzature. Ipotizzando tale stampa come una fonte di ispirazione per il Moretto la data di esecuzione del dipinto slitterebbe al 1543 o subito dopo.